# Натрапчивост
„Натрапчивост“ (на италиански: „Ossessione“) е дебютният филм на Лукино Висконти от 1943 година с участието на Клара Каламаи и Масимо Джироти.

## В ролите
| Изпълнител       | Роля                |
| ---------------- | ------------------- |
| Клара Каламаи    | Джована Брагана     |
| Масимо Джироти   | Джино Коста         |
| Диа Кристиани    | Анита               |
| Елио Маркуцо     | Испанецът           |
| Виторио Дузе     | Агента на полицията |
| Микеле Рикардини | Дон Ремиджо         |
| Хуан де Ланда    | Джузепе Брагана     |